# 旧制中等教育学校の一覧 (和歌山県)
和歌山県における旧制中等教育学校の一覧（きゅうせいちゅうとうきょういくがっこうのいちらん）とは、学制改革前（第二次世界大戦前）の和歌山県内での旧学制の中等教育学校をまとめた一覧である。

## 旧制中学校

### 公立
- 和歌山県立和歌山中学校（1879年）⇒《新制・統合》和歌山県立桐蔭高等学校 ⇒ 和歌山県立桐蔭中学校・高等学校（2007年）
  - 私立開知中学（1874年）⇒ 私立徳義中学校 ⇒ 和歌山県立徳義中学校（1901年）⇒（1913年：和歌山中学校に併合）
- 和歌山県立第二中学校（1896年）⇒ 和歌山県立田辺中学校 ⇒《新制・統合》和歌山県立田辺高等学校 ⇒ 和歌山県立田辺中学校・高等学校（2006年）
- 和歌山県立第三中学校（1899年）⇒ 和歌山県立粉河中学校 ⇒《新制・統合》和歌山県立粉河高等学校
- 和歌山県立第二中学校新宮分校（1901年）⇒ 和歌山県立新宮中学校 ⇒《新制・統合》和歌山県立新宮高等学校
- 稽古場耐久学舎（1892年）⇒ 私立耐久中学校（1908年）⇒ 和歌山県立耐久中学校 ⇒《新制・統合》和歌山県立耐久高等学校
- 和歌山県立海草中学校（1915年）⇒《新制》和歌山県立向陽高等学校 ⇒ 和歌山県立向陽中学校・高等学校（2004年）
- 和歌山県立伊都中学校（1922年）⇒《新制》和歌山県立伊都高等学校 ⇒（2015年：統合）和歌山県立伊都中央高等学校
- 和歌山県立海南中学校（1922年）⇒《新制・統合》和歌山県立海南高等学校
- 和歌山県立日高中学校（1925年）⇒《新制・統合》和歌山県立日高高等学校 ⇒ 和歌山県立日高高等学校・附属中学校（2008年）

### 私立
- 古義真言宗尋常中学林（1908年）⇒ 古義真言宗聯合高野中学林 ⇒ 真言宗高野山中学（1916年）⇒ 高野山中学 ⇒《新制》高野山高等学校

## 高等女学校

### 公立
- 和歌山市立和歌山高等女学校（1891年）⇒ 和歌山県立和歌山高等女学校 ⇒《新制・統合》和歌山県立桐蔭高等学校 ⇒ 和歌山県立桐蔭中学校・高等学校（2007年）
- 和歌山県立田辺高等女学校（1906年）⇒《新制・統合》和歌山県立田辺高等学校 ⇒ 和歌山県立田辺中学校・高等学校（2006年）
- 田辺市立田辺高等家政女学校（1927年）⇒《新制・統合》和歌山県立田辺高等学校
- 和歌山県立新宮高等女学校（1906年）⇒《新制・統合》和歌山県立新宮高等学校
- 和歌山県立粉河高等女学校（1913年）⇒《新制・統合》和歌山県立粉河高等学校
- 和歌山県立日高高等女学校（1914年）⇒《新制・統合》和歌山県立日高高等学校 ⇒ 和歌山県立日高高等学校・附属中学校（2008年）
- 橋本町立実科高等女学校（1911年）⇒ 橋本町立高等女学校（1915年）⇒ 伊都郡立橋本高等女学校 ⇒ 和歌山県立橋本高等女学校 ⇒《新制》和歌山県立橋本高等学校 ⇒ 和歌山県立古佐田丘中学校・橋本高等学校（2006年）
- 有田郡立高等女学校（1919年）⇒ 和歌山県立有田高等女学校 ⇒《新制・統合》和歌山県立耐久高等学校
- 南部町立紀南実修女学校（1925年）⇒ 南部町立紀南高等女学校（1929年）⇒《新制・統合》和歌山県立南部高等学校
- 日方実科高等女学校（1920年）⇒ 和歌山県立日方実科高等女学校 ⇒ 和歌山県立日方高等女学校（1929年：和歌山県女子師範併設）⇒《新制・統合》和歌山県立海南高等学校
- 海南市立高等家政女学校（1941年）⇒《新制・統合》和歌山県立海南高等学校
- 野上実践女学校（1926年）⇒ 和歌山県立野上高等女学校（1942年）⇒《新制》和歌山県立大成高等学校 ⇒（2008年：統合）和歌山県立海南高等学校 大成校舎
- 古座町・高池町・西向村学校組合立古座実業学校（1914年）⇒ 組合立古座商業学校 ⇒ 熊野実科高等女学校 ⇒ 和歌山県古座高等女学校（1931年）⇒ 和歌山県立古座高等女学校 ⇒《新制》和歌山県立古座高等学校 ⇒（2008年：統合）和歌山県立串本古座高等学校
- 箕島町立箕島技芸女学校（1919年）⇒ 県立箕島高等女学校（1942年）⇒《新制・統合》和歌山県立箕島高等学校
- 笠田町立笠田高等家政女学校（1927年）⇒ 和歌山県立笠田高等家政女学校 ⇒ 和歌山県立笠田高等女学校（1942年）⇒《新制》和歌山県立笠田高等学校
- 和歌山立和歌山裁縫女学校（1908年：九番丁）⇒ 和歌山市立和歌山実科高等女学校（1912年）⇒ 和歌山市立第一高等女学校（1928年）⇒（1934年：統合、和歌山市太田）和歌山市立和歌山市高等女学校 ⇒（学制改革期：廃校）
- 和歌山県宮実科高等女学校（海草郡宮村?）⇒ 和歌山県宮高等女学校（1927年）⇒ 和歌山市宮高等女学校 ⇒ 和歌山市立第二高等女学校（1928年）⇒（1934年：和歌山市立和歌山市高等女学校に統合）

### 私立
- 修徳高等女学校（1923年）⇒《新制》修徳高等学校 ⇒ 開智中学校・高等学校
- 桜映女学校（1946年）⇒《新制》和歌山女子専門学校中学部・高等学校 ⇒ 和歌山信愛女子短期大学附属中学校・高等学校 ⇒ 和歌山信愛中学校・高等学校

## 実業学校
農学校#近畿地方、旧制中等工業学校#近畿地方も参照

### 公立

#### 海草・和歌山
- 和歌山県立工業学校（1914年） ⇒ 和歌山県立和歌山工業学校（1942年）⇒《新制・統合》和歌山県立光風工業高等学校 ⇒ 和歌山県立和歌山工業高等学校（1953年）
- 和歌山県立第二工業学校（1939年） ⇒ 和歌山県立西浜工業学校（1940年）⇒《新制・統合》和歌山県立光風工業高等学校
- 和歌山市立和歌山商業学校（1904年：初代）⇒（1922年：県立移管）和歌山県立商業学校 ⇒ 和歌山県立和歌山商業学校 ⇒（1948年：一旦廃校）⇒《1951年：新制再開校》和歌山県立和歌山商業高等学校
- 和歌山市立和歌山商業学校（1931年：2代目）⇒ 和歌山市立商業学校（1946年）⇒《1951年：新制定時制》和歌山市立和歌山商業高等学校 ⇒（1957年：全日制設置）⇒（2009年：普通科設置）和歌山市立和歌山高等学校

#### 那賀
- 和歌山県立那賀農業学校（1923年）⇒ 和歌山県立紀北農業学校（1926年）⇒《新制》和歌山県立那賀高等学校

#### 有田
- 箕島町立箕島実業学校（1907年）⇒ 箕島町立箕島商業学校（1919年）⇒ 和歌山県立箕島商業学校（1927年）⇒ 和歌山県立箕島商工学校（1946年）⇒《新制・統合》和歌山県立箕島高等学校

#### 日高
- 和歌山県立日高農林学校（1914年：日高郡御坊町）⇒（1915年：和歌山県立海草農林学校を統合）和歌山県立農林学校⇒（1923年：日高郡南部町へ移転）和歌山県立日高農業学校 ⇒ 和歌山県立紀南農業学校 ⇒《新制・統合》和歌山県立南部高等学校
  - 和歌山県立農林学校（1904年：海草郡宮前村）⇒ 和歌山県立海草農林学校（1914年）⇒（和歌山県立農林学校へ統合）

#### 西牟婁
- 組合立上富田実業学校 ⇒ 和歌山県立西牟婁農学校（1923年）⇒ 和歌山県立熊野農林学校 ⇒ 和歌山県立熊野林学校 ⇒《新制》和歌山県立熊野高等学校
- 水産試験場併設水産講習所（1908年：西牟婁郡串本町）⇒ 和歌山県水産試験場併設講習部（1914年）⇒（1924年：西牟婁郡田辺町へ移転）⇒ 和歌山県水産試験場併設水産修練所（1943年）⇒ 和歌山県立水産学校（1946年） ⇒（1948年：廃校）

#### 東牟婁
- 串本町立串本実業学校（1918年）⇒ 和歌山県立串本商業学校 ⇒《新制》和歌山県立串本高等学校 ⇒（2008年：統合）和歌山県立串本古座高等学校
- 新宮町立実業学校（1917年）⇒ 和歌山県立新宮商業学校 ⇒《新制・統合》和歌山県立新宮高校 ⇒ （1963年：独立）和歌山県立新宮商業高等学校 ⇒ 和歌山県立新翔高等学校（2007年）

## その他
- 和歌山県立和歌山夜間中学 ⇒ 和歌山県立和歌山夜間中学校 ⇒ 和歌山県立高等学校G校 ⇒ 和歌山県立青陵高等学校単位制夜間部